# Camilo Arriaga
Andrés Camilo Victorio Arriaga Ramos, conocido simplemente como Camilo Arriaga (San Luis Potosí, 10 de noviembre de 1862-26 de junio de 1945) fue un ingeniero en minas y activista político, considerado precursor de la Revolución mexicana.
Camilo Arriaga nació en el seno de una familia oligarca de San Luis Potosí, conformada por su madre, Carlota Ramos, y su padre, Benigno Arriaga, quien era sobrino de Ponciano Arriaga, quien había sido diputado constituyente en 1857 y aliado de Benito Juárez. Benigno Arriaga por su parte apoyó en 1876 el Plan de Tuxtepec, proclamado por Porfirio Díaz, contra la reelección de Sebastián Lerdo de Tejada. Cuando Díaz llegó a la Presidencia de México compensó a la familia Arriaga con cargos políticos.
En 1875 ingresó a la Escuela Nacional Preparatoria, dirigida entonces por Gabino Barreda influenciado fuertemente por el positivismo. A pesar de eso fue ahí donde Arriaga comenzó a leer textos de Proudhon, Marx, Engels, Bakunin y otros socialistas y anarquistas europeos.
En 1880 ingresó a la Escuela Nacional de Ingenieros y en 1884 comenzó a trabajar en las minas de plata propiedad de su familia. En 1888, siendo ya su padre Senador de la República, Camilo es nombrado diputado local en San Luis Potosí por orden de Porfirio Díaz en la XIII Legislatura y, al morir su padre, en 1890 fue ascendido a diputado del Congreso Nacional, puesto que retuvo hasta 1898.
Arriaga impulsó la movilizaciones estudiantiles de 1892 en la Ciudad de México, en parte porque la crisis financiera provocada por el gobierno de Manuel González afectaban directamente las empresas de su familia, basadas principalmente en la extracción de plata. En 1898 encabezó una protesta anticlerical en el Congreso y Díaz lo removió del cargo junto con otros diputados que lo secundaron. 
Regresó a San Luis Potosí en 1899, y con el capital que le quedaba tras la crisis de 1892-1895, se dispuso a generar un movimiento contra Díaz. Se reunió con jóvenes potosinos como Juan Sarabia, Antonio Díaz Soto y Gama y Rosalío Bustamante, entre otros más, quienes pertenecían a una clase social más pobre que la de Arriaga. Con esos jóvenes fundó el Club Liberal "Ponciano Arriaga" donde discutían textos socialistas y anarquista de la biblioteca que Arriaga había adquirido en París. 
En 1901 el Club Liberal organizó el Primer Congreso Liberal que pretendía reestructurar el Partido Liberal y reivindicar la constitución de 1857. Asistieron delegados de distintos Estados de la República, entre los que se encontraban los hermanos Flores Magón, editores del periódico Regeneración.
Exiliado en Estados Unidos desde 1903 tuvo diferencias ideológicas con Ricardo Flores Magón y se separó el grupo que en 1905 fundó la Junta Organizadora del Partido Liberal Mexicano. Irónicamente Arriaga, que había ayudado a difundir las ideas radicales de socialistas y anarquistas europeos entre los jóvenes intelectuales de clase media y baja, ya no estaba de acuerdo con ellos cuando éstos comenzaron a plantear llevar esas ideas a la práctica. 
Regresó a México en 1908 y fue encarcelado. En marzo de 1911 participó en el complot de Tacubaya para derrocar a Porfirio Díaz en apoyo de Francisco I. Madero. Fue arrestado y liberado al firmarse los Tratados de Ciudad Juárez en mayo de ese mismo año. Durante el gobierno de Victoriano Huerta se vio forzado al exilio en Nueva Orleans ante el riesgo de que se produjera un atentado en su contra, después regresó a México y en 1920, a la caída de Venustiano Carranza, fue Jefe del Departamento Forestal, de Caza y Pesca.
Contrajo matrimonio con Avelina Villarreal de Zayas en Béjar, Texas, el 12 de febrero de 1908, con quien procreó a su único hijo, Camilo José, nacido en 1908. Falleció en la Ciudad de México el 26 de junio de 1945.